# Juan Edmundo Vecchi
Juan Edmundo Vecchi, S.D.B., (Viedma (Rio Negro), 23 juni 1931 - Rome, 23 januari 2002) was een Argentijns rooms-katholiek priester en generaal overste van de orde van de Salesianen van Don Bosco.
Vecchi werd geboren in Argentinië in een familie van Italiaanse immigranten. Hij was een neef van Artémides Zatti, een salesiaanse broeder die in 2022 heilig werd verklaard door paus Franciscus. Hij trad in 1948 in bij de salesianen en werd in 1958 tot priester gewijd. In 1996 volgde hij Egidio Viganò als 8e opvolger van Don Bosco als overste van de salesianen. In deze functie werd hij bijgestaan door Luc Van Looy als vicaris-generaal. Hij werd na zijn dood opgevolgd door de Mexicaan Pascual Chávez Villanueva.
- Biblioteca Nacional de España: XX1123709
- Bibliothèque nationale de France: cb13741472t (data)
- Gemeinsame Normdatei: 138734399
- International Standard Name Identifier: 0000 0001 1469 5796
- Library of Congress Control Number: nr98019675
- Istituto Centrale per il Catalogo Unico: CFIV078925
- Système universitaire de documentation: 067007961
- Virtual International Authority File: 27245345
- WorldCat: E39PBJyrYgCrCVFyvGKJWjkMT3